# Gérard Calvi
Gérard Calvi (26 de julio de 1922 – 20 de febrero de 2015) fue un compositor y director de orquesta de nacionalidad francesa. Fue autor de más de 300 canciones y cincuenta partituras cinematográficas, además de componer comedias musicales y opéra bouffes.

## Biografía
Su verdadero nombre era Grégoire Élie Krettly, y nació en París, Francia, siendo su padre el violinista Robert Krettly.
Durante la Segunda Guerra Mundial, formó parte del 13.º batallón médico y de la sección musical de la 2. ª División Blindada.
A partir de 1941 siguió estudios en el Conservatorio nacional superior de música y danza de París. En 1945 obtuvo el Premio de Roma de composición musical. Fue compositor de música para Édith Piaf (Le Prisonnier de la Tour, con letra de Francis Blanche, 1946), Liza Minnelli y Frank Sinatra (Ce n'est qu'une chanson, 1954).
En 1948 fue autor de la música para el espectáculo de Les Branquignols, grupo teatral con el cual colaboró a lo largo de varios decenios.
Compuso también numerosas obras sinfónicas, piezas para solistas, música de cámara, operetas (La Polka des Lampions en 1961, en el Théâtre du Châtelet, con Georges Guétary y Jean Richard, La Mélodie des Strapontins en 1984 en Nantes), y partituras para el teatro y el cine. Fue además compositor de una ópera en el año 2009 basada en la obra de teatro La cantante calva, de Eugène Ionesco.
Firmó varias bandas musicales para los dibujos animados de Astérix (fue caricaturizado en el álbum Astérix en Hispania), además de las de Minichroniques, producción de René Goscinny. Desde finales de los años 1950 a principios de los años 1960, trabajó con el saxofonista Fausto Papetti, quien aportó algunas notas cómicas a sus composiciones.
Calvi grabó un buen número de discos, tanto de 45 como de 33 r. p. m. Entre los de música de variedades se puede citar Le Bal chez Madame de Mortemouille, o la música de los filmes Le Petit Baigneur (con Louis de Funès), Courses de Toros o La Polka des menottes en 1959.
Gérard Calvi fue en varias ocasiones presidente del consejo de administración de la Société des auteurs, compositeurs et éditeurs de musique (SACEM), llegando a ser presidente honorífico, presidiendo igualmente la Academia nacional de la opereta (ANAO).
Gérard Calvi falleció en 2015 en París. Había estado casado con la Yvette Dolvia, con la cual tuvo dos hijos, el periodista Yves Calvi y el fotógrafo Jean-François Krettly. El 18 de diciembre de 1971 se casó con la artista y pintora Françoise Ariel Krettly, conocida como Planas de Font.

## Filmografía

### Cine
- 1951 : Bertrand cœur de lion, de Robert Dhéry
- 1954 : Ah ! les belles bacchantes, de Jean Loubignac
- 1961 : La Belle Américaine, de Robert Dhéry
- 1961 : La Famille Fenouillard, de Yves Robert
- 1963 : Carambolages, de Marcel Bluwal
- 1963 : En compagnie de Max Linder, de Maud Linder
- 1964 : Allez France !, de Robert Dhéry
- 1964 : La Cité de l'indicible peur, de Jean-Pierre Mocky
- 1964 : El tulipán negro, de Christian-Jacque
- 1966 : Le Saint prend l'affût, de Christian-Jacque
- 1967 : Deux billets pour Mexico, de Christian-Jacque
- 1967 : Astérix el Galo, de Ray Goossens
- 1967 : Les Compagnons de la marguerite, de Jean-Pierre Mocky
- 1967 : Jerk à Istanbul, de Francis Rigaud
- 1967 : Deux Romains en Gaule, de Pierre Tchernia
- 1968 : Le Petit Baigneur, de Robert Dhéry
- 1968 : Astérix y Cleopatra, de René Goscinny y Albert Uderzo
- 1972 : À la guerre comme à la guerre, de Bernard Borderie
- 1972 : Le Viager, de Pierre Tchernia
- 1974 : Vos gueules, les mouettes !, de Robert Dhéry
- 1974 : Les Gaspards, de Pierre Tchernia
- 1974 : C'est pas parce qu'on a rien à dire qu'il faut fermer sa gueule, de Jacques Besnard
- 1976 : Las doce pruebas de Astérix, de René Goscinny y Albert Uderzo

### Televisión
- 1967 : Monsieur Cinéma
- 1974 : Jo gaillard, de Christian-Jaque y Bernard Borderie
- 1975 : Le Tour du monde en quatre-vingts jours, de Gérard Calvi, Jean Marsan y Jean Le Poulain
- 1976 : Minichroniques, de René Goscinny y Jean-Marie Coldefy
- 1977 : Le Passe-muraille, de Pierre Tchernia
- 1979 : La Grâce, de Pierre Tchernia
- 1980 : Mardi Cinéma
- 1982 : Le Voyageur imprudent, de Pierre Tchernia
- 1982 : La Nouvelle Malle des Indes, de Christian-Jacque

## Música teatral
- 1948 : Les Branquignols, letra de Francis Blanche, Théâtre La Bruyère
- 1951 : Du-Gu-Du, espectáculos de Les Branquignols en el Théâtre La Bruyère, texto de André Frédérique
- 1952 : Bouboute et Sélection, de Robert Dhéry, escenografía de Robert Dhéry, Théâtre Vernet
- 1953 : Ah ! Les belles bacchantes, de Robert Dhéry, Francis Blanche y Gérard Calvi, escenografía de Robert Dhéry, Théâtre Daunou
- 1957 : Pommes à l'anglaise, de Robert Dhéry y Colette Brosset, Théâtre de Paris
- 1958 : La Plume de ma tante, de Robert Dhéry, Colette Brosset, Francis Blanche, André Maheux y Ross Parker para la versión americana, Royal Theater de Broadway
- 1961 : La Polka des lampions, libreto de Marcel Achard, escenografía de Maurice Lehmann, Teatro del Chatelet
- 1962 : La Grosse Valse, de Robert Dhéry y Colette Brosset, Théâtre des Variétés
- 1971 : Vos gueules, les mouettes !´, de Robert Dhéry, Françoise Dorin y Colette Brosset, Théâtre des Variétés.
- 1982 : Un amour de femme, canciones de Michel Rivgauche, libreto y escenografía de Jean Meyer, Théâtre des Célestins
- 1983 : Si Guitry m'était chanté, a partir de Sacha Guitry, dirección musical de Monique Colonna, escenografía de Jean-Luc Tardieu, Comédie de Paris
- 1984 : La Mélodie des strapontins, de Pierre Tchernia, letras de Jacques Mareuil, escenografía de Jean-Luc Tardieu, con Jean-Paul Farré y Yves Pignot, Théâtre Graslin, Ópera de Rennes, El Havre, Caen, Orleans, Tours, Angers.

### Melodías
- 1987 : Melodía de France Info.[9]